# Pop'n TwinBee
Pop'n TwinBee (Pop'nツインビー Pop'n Tsuinbī?) es un videojuego de género matamarcianos y perspectiva cenital que fue publicado por Konami en 1993 para Super Nintendo primero en Japón y luego en Europa. Es el sexto videojuego de la serie TwinBee y una secuela directa del arcade Detana!! TwinBee (Bells & Whistles). La versión europea fue publicada por Palcom, una división de software de Konami, y fue el primero de los tres juegos de TwinBee localizados para el mercado europeo, seguido de una versión para Game Boy de Pop'n TwinBee (que en realidad era un juego anterior denominado TwinBee Da!! en Japón) y el juego de plataformas de scroll lateral Pop'n TwinBee: Rainbow Bell Adventures.

## Argumento
La secuencia de apertura muestra a TwinBee y WinBee patrullando los cielos de Donburi Island cuando de repente reciben una señal de socorro de una niña llamada Madoka. Madoka revela que ella es la nieta del Dr. Mardock, que una vez fue un científico benévolo hasta que de un golpe en la cabeza se volvió loco. El Dr. Mardock busca ahora conquistar el mundo con un ejército de hombres bellota y sólo TwinBee y WinBee pueden detenerle.

## Jugabilidad
La jugabilidad es similar a Detana!! TwinBee, el segundo arcade en la serie, pero con algunas adiciones y cambios notables. Como en anteriores TwinBee, hasta dos jugadores pueden jugar simultáneamente, el jugador 1 controla a TwinBee (la nave azul), mientras que el jugador 2 controla a WinBee (la nave rosa). Cuando el jugador comienza el juego, se le pedirá que ingrese su nombre y elija entre tres tipos de formación para las mininaves compañeras que puede ir reclutando durante el juego: mientras disparan, pueden seguir a la nave (modo "normal"), rodearla (modo "surround"), o trazar una ruta cíclica rectangular (modo "engulf"). El objetivo del jugador es maniobrar su nave espacial a través de siete fases derrotando a los enemigos que se interpongan en su camino, enfrentándose a un jefe de fase al final de cada una de ellas. A diferencia de juegos anteriores, en vez de vidas extra, el jugador tiene una barra de vida que determina cuanto daño puede soportar la nave antes de perder. Cuando eso suceda, se ofrecerá la oportunidad de comenzar desde la fase actual, pero solo se puede continuar un número limitado de veces.
Como en los anteriores TwinBee, el jugador dispara a enemigos aéreos con su cañón y arroja bombas sobre tierra. También se puede atacar a enemigos aéreos con los puños si están suficientemente cerca. Asimismo, se puede disponer de réplicas en miniatura de la nave que se moverán y dispararán a los enemigos según el patrón elegido al inicio de la partida ("normal", "surround" o "engulf"), aunque para eso deben obtenerse primero. Cuando juegan dos jugadores, uno de ellos puede cederle al otro un poco de la vida que le queda para reponérsela o incluso usar la nave del otro jugador como proyectil contra el enemigo. Como es habitual en la serie, los power-ups principales son las campanas cuyo color, que determina el tipo de premio o mejora que el jugador obtiene, puede ser cambiado disparándoles en el aire.
En el menú de opciones, el jugador puede ajustar la dificultad, controles y sonido, así como cambiar entre modo "normal" y "couple". En el modo "couple", los ataques enemigos se dirigirán preferentemente al jugador 1 si los dos jugadores están jugando juntos. Este modo está pensado para permitir a jugadores menos experimentados disfrutar del juego si están jugando con un compañero más experto.

## Personajes
- Light & TwinBee
- Pastel & WinBee
- Madoka
- Dr. Mardock

## Versiones
- Super Nintendo (1993)
- PlayStation Portable (2007, en el recopilatorio TwinBee Portable)
- Consola Virtual de Wii U (2014)
- Consola Virtual de 3DS (2016)
- Nintendo Switch Online (2020)

## Adaptación
- En el capítulo 9 del manga Kimi to Pico-Pico, las dos chicas jugando a un Pop'n TwinBee.

## Curiosidades
- Este juego fue parodiado en Jikkyō Oshaberi Parodius, Madoka y el Dr. Mardock hacen un cameo en la Etapa 3.
- María, Racheal y los otros personajes (siendo el juego original) fueron luego reemplazados por Madoka, Melora y Hikaru en Tokimeki Memorial: Forever With You y su remaster Tokimeki Memorial: Forever with You Emotional.